# 300 арагвинців
300 арагвинців (груз. სამასი არაგველი) — в грузинській історіографії — загін горян з долини Арагві, які під час Крцаніської битви у 1795 році обороняли Тбілісі від вторгнення Каджарської армії. Грузинська православна церква канонізувала 300 арагвинців і в 2008 році зачислила їх до мучеників.

## Історія
Загін скалдавці з мешканців долини річки Арагві, через що і отримав свою назву. Загін брав участь у військових діях проти персів при вторгненні до Грузії військ Ага-Мохаммед-хана у 1795 році і відзначився 11 вересня в битві на полях Крцанісі на південних підступах Тбілісі та в боях на вулицях міста. Грузинське військо під командуванням царя Іраклія II зазнало поразки від супротивника (5 000 грузин протистояло 35 000 персів та їхніх союзників). Згідно з грузинськими хроніками, арагвинці присяглися битися до смерті і залишалися вірними своїй клятві. Більшість з них були вбиті в битві, давши Іраклію з військом, що залишилося, можливість безпечно відступити.

## Вшанування
Вперше про подвиг арагвинців згадав принц Теймураз (син царя Георгія XII), який був активним учасником Крцаніської битви. 300 арагвинців як героїв у своїх творах прославляли провідні діячі грузинської літератури 19-20 століть, такі як Григол Орбеліані, Ілля Чавчавадзе, Якоб Гогебашвілі, Важа Пшавела, Галактіон Табідзе, Ладо Асатіані тощо.
1959 року на місці розкопок могил загиблих встановлено пам'ятник авторства О. Бакрадзе. На честь 300 арагвинців названо сусідній парк, міст через Куру і станція Тбіліського метро.
27 червня 2008 року Священний Синод Грузинської Православної Церкви під головуванням католікоса-патріарха Іллі II канонізував «300 арагвинців, духовенство і мирян, які загинули в битві біля Крцанісі 1795 року», як «святих мучеників», встановивши 11 вересня як день їхнього вшанування.